# 圣母升天堂 (玛丽亚温泉市)
圣母升天堂（Kostel Nanebevzetí Panny Marie）是一座罗马天主教教堂，位于捷克卡罗维发利州海布县玛丽亚温泉市的歌德广场（Goethova náměstí）。教堂采用新拜占庭风格，由慕尼黑建筑师约翰·戈特弗里德·古滕森设计，修建教堂的主要倡导者是特普拉修道院的院长玛丽安·海因尔。 教堂于1844年奠基，1848年11月19日由院长玛丽安·海因尔祝圣。。

## 建筑
该堂为八角形平面，立面入口上方有巨大的玫瑰窗。教堂有33级台阶，代表耶稣的年龄。楼梯的三次中断，让人想起基督在各各他背着十字架时的三次跌倒。东侧有半圆形后殿。教堂内部拥有巨大的蓝色拱顶，上面是金色的星星。教堂内部有许多艺术品。

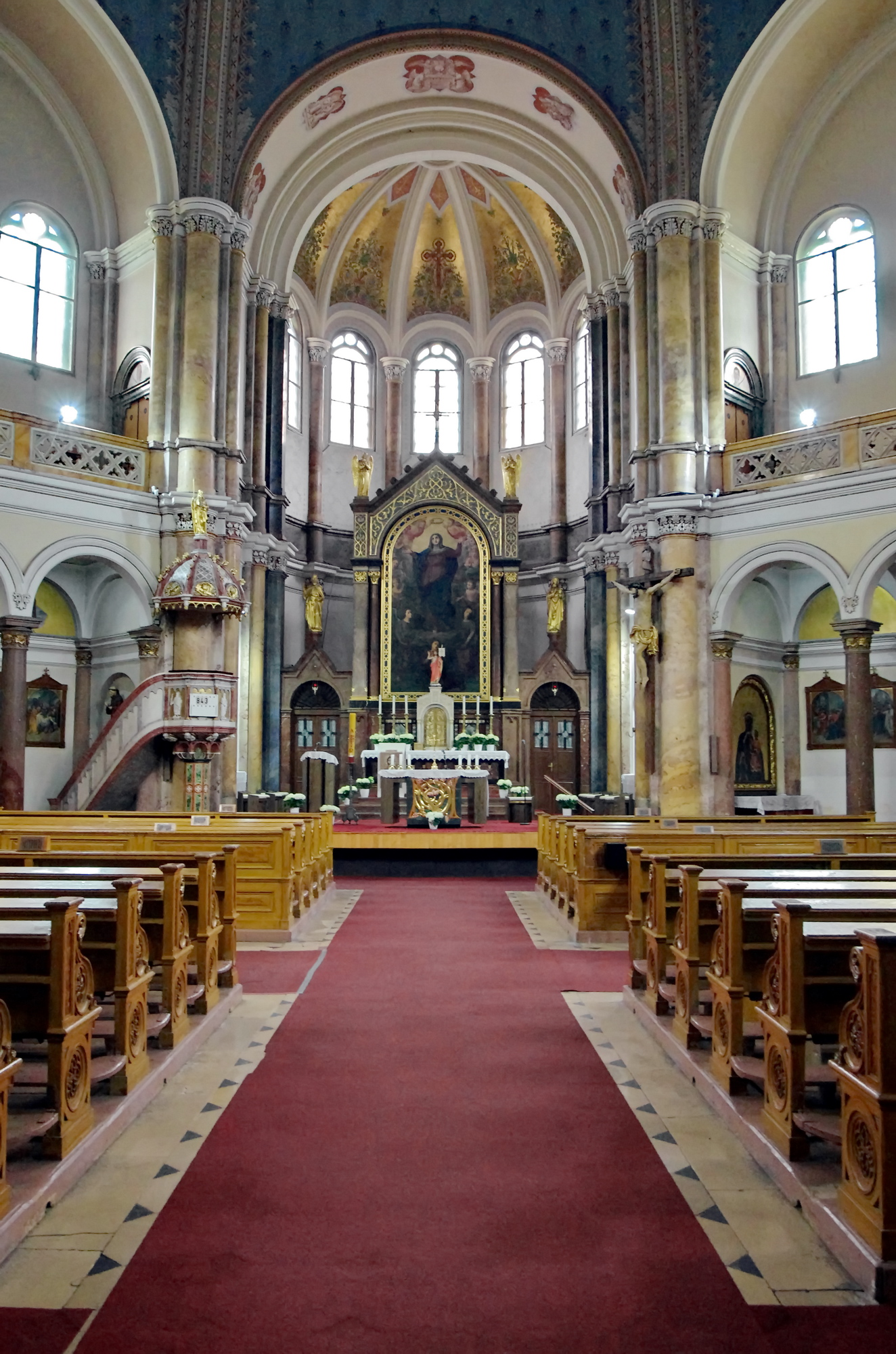
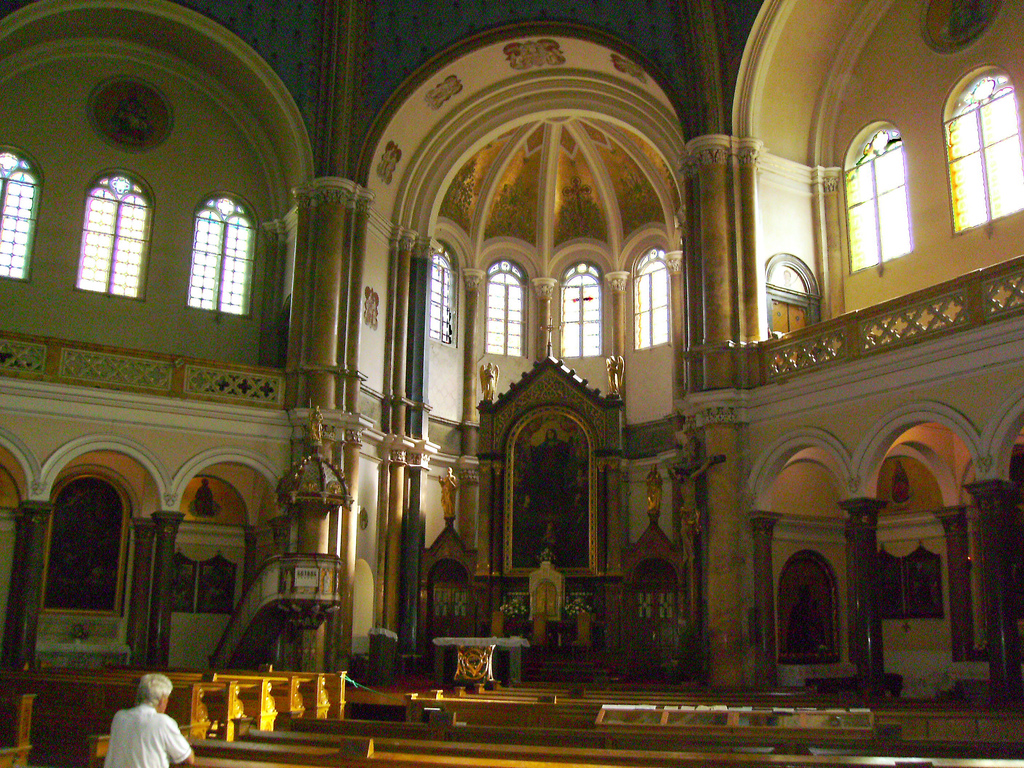
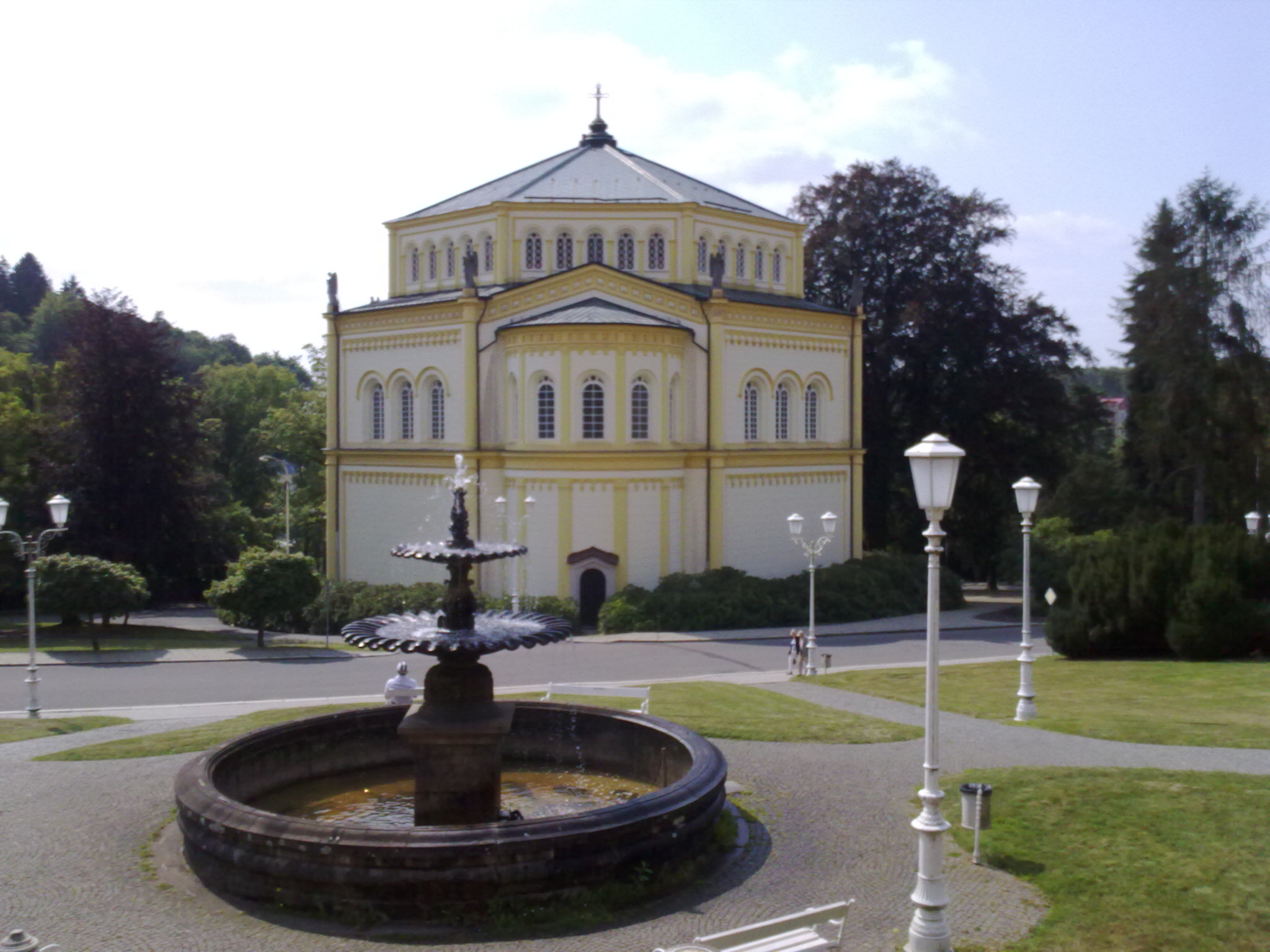
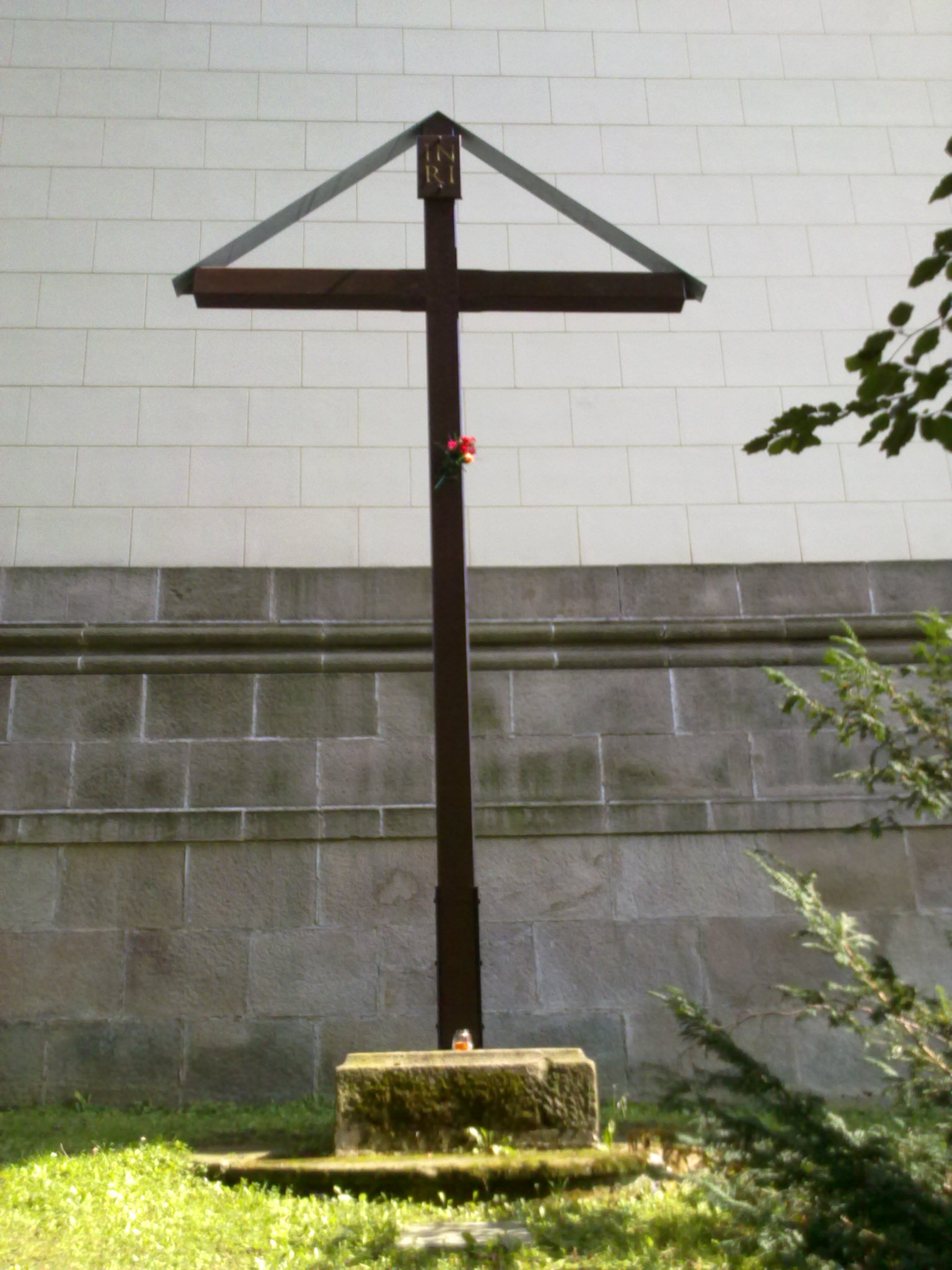